# Старково (Костромская область)
Старково — деревня в составе Одоевского сельского поселения Шарьинского района Костромской области России.

## География
Расположена на берегу ручья Ушачих (или речки Умачиха).

## История
Согласно «Спискам населенных мест Российской империи» в 1872 году деревня относилась к 2 стану Ветлужского уезда Костромской губернии. В ней числилось 34 двора, проживало 95 мужчин и 106 женщин.
Согласно переписи населения 1897 года в деревне проживал 291 человек (126 мужчин и 165 женщин).
Согласно «Списку населенных мест Костромской губернии» в 1907 году деревня относилась к Одоевско-Спиринской волости Ветлужского уезда Костромской губернии. По сведениям волостного правления за 1907 год в деревне числилось 52 крестьянских двора и 358 жителей. В деревне имелось три кузницы. Основным занятием жителей деревни был лесной промысел.

## Население
| 2008 | 2010 | 2014 |
| ---- | ---- | ---- |
| 10   | ↘9   | ↗10  |